# Kristina Kobal
Kristina Kobal, slovenska pravnica in   gospodarstvenica, * 15. december 1940, Begunje na Gorenjskem.
Kobalova je leta 1964 diplomirala na ljubljanski PF. Po diplomi je delala na sodišču v Kranju, nato bila direktorica zavarovalnice Triglav v Kranju (1977-1982), nato republiška sekretarka za pravosodje in upravo, leta 1988 pa je nastopila službo direktorice pri Gorenjskem tisku v Kranju.